# 1. deild karla 1984
Mùa giải 1984 của 1. deild karla là mùa giải thứ 30 của bóng đá hạng hai ở Iceland.

## Bảng xếp hạng
| Vị thứ | Đội          | Số trận | Thắng | Hòa | Thua | Bàn thắng | Bàn thua | Hiệu số | Điểm | Ghi chú                     |
| ------ | ------------ | ------- | ----- | --- | ---- | --------- | -------- | ------- | ---- | --------------------------- |
| 1      | FH           | 18      | 12    | 4   | 2    | 38        | 19       | +19     | 40   | Thăng hạng Úrvalsdeild 1985 |
| 2      | Víðir        | 18      | 10    | 3   | 5    | 34        | 25       | +9      | 33   | Thăng hạng Úrvalsdeild 1985 |
| 3      | KS           | 18      | 8     | 6   | 4    | 25        | 20       | +5      | 30   |                             |
| 4      | ÍBÍ          | 18      | 8     | 5   | 5    | 37        | 26       | +11     | 29   |                             |
| 5      | ÍBV          | 18      | 8     | 4   | 6    | 31        | 27       | +4      | 28   |                             |
| 6      | Skallagrímur | 18      | 8     | 3   | 7    | 33        | 27       | +6      | 27   |                             |
| 7      | Völsungur    | 18      | 7     | 4   | 7    | 25        | 26       | -1      | 25   |                             |
| 8      | Njarðvík     | 18      | 7     | 3   | 8    | 20        | 21       | -1      | 24   |                             |
| 9      | Tindastóll   | 18      | 2     | 3   | 13   | 17        | 45       | -28     | 9    | Xuống hạng 2. deild 1985    |
| 10     | Einherji     | 18      | 1     | 3   | 14   | 11        | 35       | -24     | 6    | Xuống hạng 2. deild 1985    |

## Danh sách ghi bàn
| Cầu thủ               | Số bàn thắng | Đội bóng     |
| --------------------- | ------------ | ------------ |
| Garðar Jónsson        | 13           | Skallagrímur |
| Guðmundur Magnússon   | 11           | ÍBÍ          |
| Ingi Björn Albertsson | 10           | FH           |
| Grétar Einarsson      | 9            | Víðir        |
| Pálmi Jónsson         | 9            | FH           |